# Leptopeltidaceae
Leptopeltidaceae is een familie van schimmels uit de klasse Dothideomycetes. 
Het bestaat uit de volgende zes geslachten:
- Dothiopeltis
- Leptopeltis
- Nannfeldtia
- Phacidina
- Ronnigeria
- Staibia